# Lista de telenovelas da Mega

Logo atual da Mega.

A seguir, uma lista de telenovelas produzidas pela Mega.

## 1990
| Ano  | Título              | Data de estreia     | Data final             | Nº de episódios | Ref.  |
| ---- | ------------------- | ------------------- | ---------------------- | --------------- | ----- |
| 1997 | Rossabella          | 10 de março de 1997 | 23 de julho de 1997    | 95              | [ 1 ] |
| 1997 | Santiago City       | 23 de julho de 1997 | 14 de agosto de 1997   | 17              | [ 2 ] |
| 1998 | A todo dar          | 9 de março de 1998  | 10 de novembro de 1998 | 156             | [ 3 ] |
| 1999 | Algo está cambiando | 8 de março de 1999  | 23 de julho de 1999    | 97              | [ 4 ] |

## 2000
| Ano  | Título      | Data de estreia       | Data final           | Nº de episódios | Ref.  |
| ---- | ----------- | --------------------- | -------------------- | --------------- | ----- |
| 2006 | Montecristo | 16 de outubro de 2006 | 15 de março de 2007  | 94              | [ 5 ] |
| 2007 | Fortunato   | 28 de agosto de 2007  | 9 de janeiro de 2008 | 93              | [ 6 ] |

## 2010
| Ano  | Título                   | Data de estreia        | Data final              | Nº de episódios | Ref.   |
| ---- | ------------------------ | ---------------------- | ----------------------- | --------------- | ------ |
| 2011 | Decibel 110              | 12 de outubro de 2011  | 15 de abril de 2012     | 60              | [ 7 ]  |
| 2012 | Maldita                  | 22 de maio de 2012     | 2 de agosto de 2012     | 42              | [ 8 ]  |
| 2014 | Pituca sin Lucas         | 13 de outubro de 2014  | 25 de maio de 2015      | 153             | [ 9 ]  |
| 2015 | Papá a la deriva         | 25 de maio de 2015     | 29 de fevereiro de 2016 | 183             | [ 10 ] |
| 2015 | Eres mi tesoro           | 29 de julho de 2015    | 6 de abril de 2016      | 171             | [ 11 ] |
| 2016 | Pobre gallo              | 6 de janeiro de 2016   | 22 de agosto de 2016    | 160             | [ 12 ] |
| 2016 | Te doy la vida           | 5 de abril de 2016     | 23 de novembro de 2016  | 158             | [ 13 ] |
| 2016 | Sres. Papis              | 28 de junho de 2016    | 6 de março de 2017      | 144             | [ 14 ] |
| 2016 | Ámbar                    | 22 de agosto de 2016   | 10 de abril de 2017     | 158             | [ 15 ] |
| 2016 | Amanda                   | 22 de novembro de 2016 | 25 de julho de 2017     | 170             | [ 16 ] |
| 2017 | Perdona nuestros pecados | 6 de março de 2017     | 22 de agosto de 2018    | 312             | [ 17 ] |
| 2017 | Tranquilo papá           | 10 de abril de 2017    | 9 de janeiro de 2018    | 187             | [ 18 ] |
| 2017 | Verdades ocultas         | 24 de julho de 2017    | presente                | TBA             | [ 19 ] |
| 2018 | Si yo fuera rico         | 8 de janeiro de 2018   | 2 de outubro de 2018    | 172             | [ 20 ] |
| 2018 | Casa de Muñecos          | 20 de agosto de 2018   | 11 de março de 2019     | 128             | [ 21 ] |
| 2018 | Isla Paraíso             | 2 de outubro de 2018   | 4 de setembro de 2019   | 233             | [ 22 ] |
| 2019 | Juegos de poder          | 11 de março de 2019    | 12 de dezembro de 2019  | 161             | [ 23 ] |
| 2019 | Yo Soy Lorenzo           | 2 de setembro de 2019  | 25 de maio de 2020      | 148             | [ 24 ] |
| 2019 | 100 días para enamorarse | 9 de dezembro de 2019  | 14 de março de 2021     | 152             | [ 25 ] |

## 2020
| Ano             | Título                 | Data de estreia        | Data final | Nº de episódios | Ref. |
| --------------- | ---------------------- | ---------------------- | ---------- | --------------- | ---- |
| 2021            |                        |                        |            |                 |      |
| Edifício Corona | 11 de janeiro de 2021  | 9 de agosto de 2021    | 120        | [ 26 ]          |      |
| Demente         | 15 de março de 2021    | 23 de novembro de 2021 | 140        | [ 27 ]          |      |
| Pobre novio     | 9 de agosto de 2021    | presente               | ASA        | [ 28 ]          |      |
| Amar profundo   | 23 de novembro de 2021 | presente               | ASA        | [ 29 ]          |      |

### Em breve
| Título | Data de estreia | Ref. |
| ------ | --------------- | ---- |